# Harald Kalnins
Harald Kalnins (* 20. Juli 1911 in Sankt Petersburg; † 27. Oktober 1997) war der erste Bischof der Evangelisch-Lutherischen Kirche in Russland, der Ukraine, in Kasachstan und Mittelasien, kurz: ELKRAS (zunächst: „Superintendent“ der Deutschen Evangelisch-Lutherischen Kirche in der Sowjetunion, kurz: DELKSU).

## Leben
Harald Kalnins stammte aus einer deutsch-lettischen Ehe. Seine theologische Ausbildung erhielt er zwischen 1933 und 1937 auf dem Predigerseminar in St. Chrischona in Basel. Sein Vikariat leistete er im Elsass.

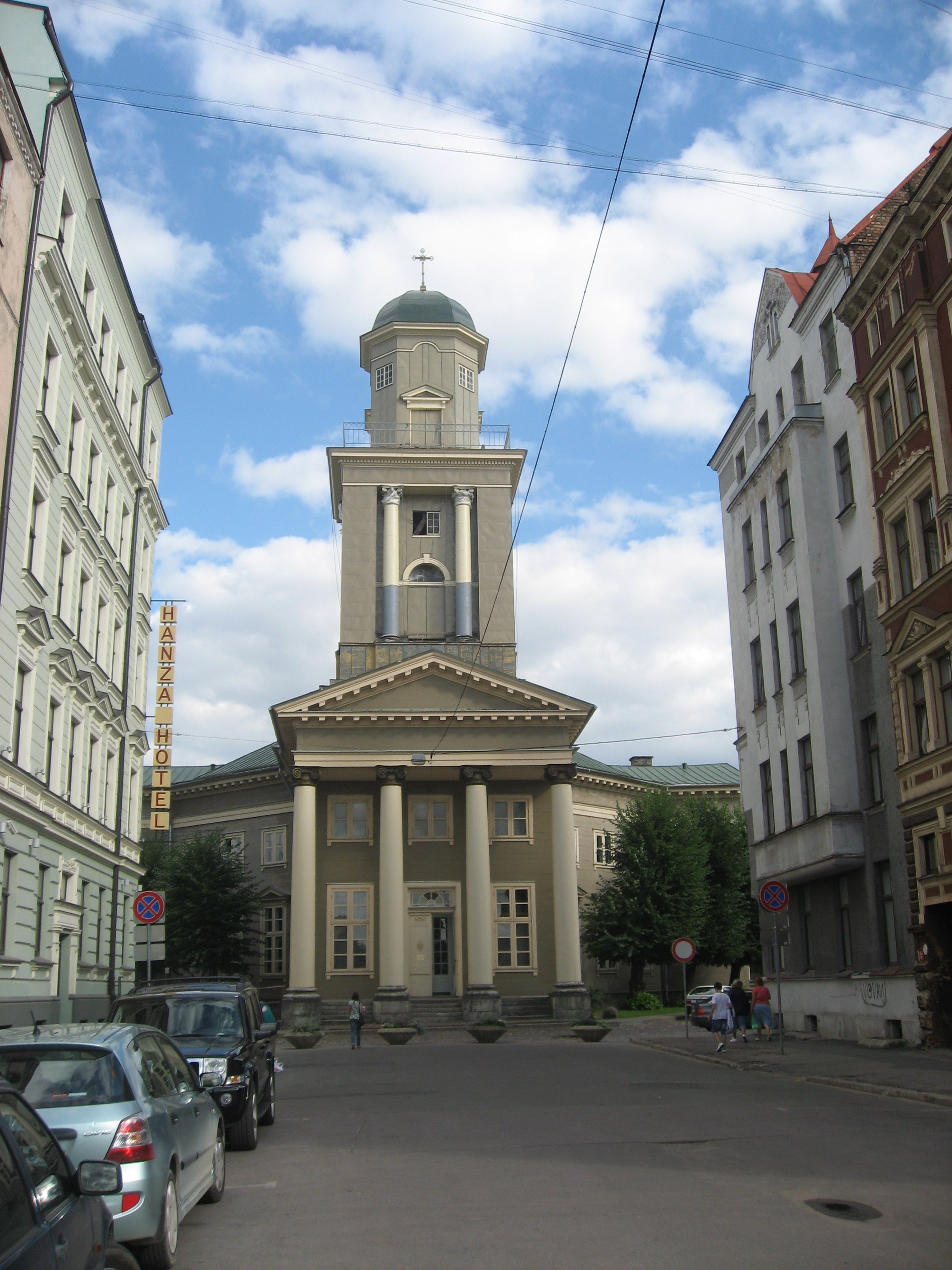
Jesuskirche in Riga

1951 wurde Kalnins durch Erzbischof Gustav Turs in Riga zum Pfarrer ordiniert. Kalnins diente in den folgenden Jahren hauptsächlich als Pastor der Lettischen Evangelisch-Lutherischen Kirche in der Gemeinde der Jesuskirche in Riga. Ab 1969 erhielt er außerdem die staatliche Erlaubnis, russlanddeutsche evangelisch-lutherische Gemeinden östlich des Urals zu besuchen. So besuchte er – neben seinen Aufgaben in Riga – viele Jahre hindurch die 550 deutschen lutherischen Gemeinden in den Republiken der Sowjetunion. 1980 wurde er zu deren (weitgehend befugnislosem) Superintendenten ernannt. 1988 beriefen ihn die Vertreter einiger wichtiger Gemeinden zum Bischof der neu gegründeten Deutschen Evangelisch-Lutherischen Kirche in der Sowjetunion. Am 13. November 1988 wurde er in der Jesuskirche in sein Amt eingeführt.
Dieses Amt führte er in der schwierigen Umbruchzeit bis zu seinem altersbedingten Rücktritt im Jahre 1994 fort. Sein Nachfolger in der inzwischen nach St. Petersburg verlegten Kirchenleitung der ELKRAS wurde Georg Kretschmar, ehemals Professor für Kirchengeschichte und Neues Testament an der Universität München. Kalnins blieb in Lettland und betreute bis zu seinem Tod die unter seiner Leitung entstandenen deutschen Gemeinden in diesem Lande.

## Schriften
- Lutherischer Dienst in der Sowjetunion. Sondernummer von Lutherischer Dienst. Zeitschrift für kirchliches Leben und Diasporahilfe, ISSN 2196-5978, Jg. 27 (1991), Nr. 2.
- Dialog bei Nacht. Predigt über Johannes 3,1-8. In: Lutherische Kirche in der Welt. Jahrbuch des Martin-Luther-Bundes, ISSN 0170-3935, Jg. 39 (1992), S. 9–12.